# Левин, Сэм
Сэм Левин (англ. Sam Levene, полное имя Сэмюэл Левин — англ. Samuel Levin; имя при рождении — Шмуэл Левин; (28 августа 1905 года — 28 декабря 1980 года) — американский актёр театра, кино и телевидения, карьера которого охватила период с 1927 по 1980 год.
Левин начал выступления на бродвейской сцене в 1927 году, где сыграл в общей сложности в 37 спектаклях. В 1929 году Левин дебютировал в кино, где принял участие в съёмках 47 фильмов, наиболее значимыми среди которых были криминальные комедии «После тонкого человека» (1939) и «Тень тонкого человека» (1941), военная драма «Боевые действия в Северной Атлантике» (1943), фильмы нуар «Убийцы» (1946), «Перекрёстный огонь» (1947), «Бумеранг!» (1947), «Грубая сила» (1947) и «Сладкий запах успеха» (1957), а также криминальная драма «И правосудие для всех» (1979). С 1949 года Левин начал работать на телевидении, появившись в период до 1970 года в 23 эпизодах различных телесериалов.

## Ранние годы жизни
Сэмюэл Левин родился в России 28 августа 1905 года, он был младшим из пяти детей в семье кантора синагоги Гарри Левина и его жены Бет Вайнер. Когда Сэмюэлу было два года, семья переехала в Нью-Йорк. Несмотря на желание стать врачом, после окончания школы Сэмюэл пошёл работать учеником в мастерскую по изготовлению готового платья, которая принадлежала его брату Джозефу. Уже через два года брат сделал Сэмюэла партнёром по бизнесу. С тем, чтобы избавиться от акцента и добиться уверенности в себе, он поступил на курсы дикции и хороших манер в находившуюся по соседству Академию драматического искусства. Глава Академии, увидев у молодого Левина талант, предложил ему стипендию на учёбу на дневном отделении и уговорил его стать театральным актёром.

## Карьера в театре и кино в 1920-30-е годы
В 1927 году после окончания Академии Левин дебютировал на Бродвее, получив роль ассистента окружного прокурора из пяти строк в спектакле «Уолл-стрит» . Всего за 1927-31 годы Левин сыграл в девяти бродвейских постановках, однако многие из них закончились провалом . Лишь в 1932 году удача сопутствовала Левину со спектаклем «Ужин в восемь», после чего он получил позитивные отзывы за роли в исторической военной драме «Жёлтая лихорадка» (1934) и в комедии «Трое на лошади» (1935-37). Об игре Левина в роли мелкого игрока в последнем спектакле обозреватель «Нью-Йорк Таймс» написал, что «мистер Левин великолепен с лицом человека, глаза которого расположены в веках неправильного размера…. Никто в мире не сыграет так, как мистер Левин» .

В 1929 году Левин впервые снялся в кино в фильме «Разговор о Голливуде» (без упоминания в титрах). Однако его реальный дебют состоялся в 1936 году, когда он повторил на экране свою театральную роль суеверного картёжника в комедии «Трое на лошади», после того, как студия Warner Bros. сняла по этой пьесе фильм . 

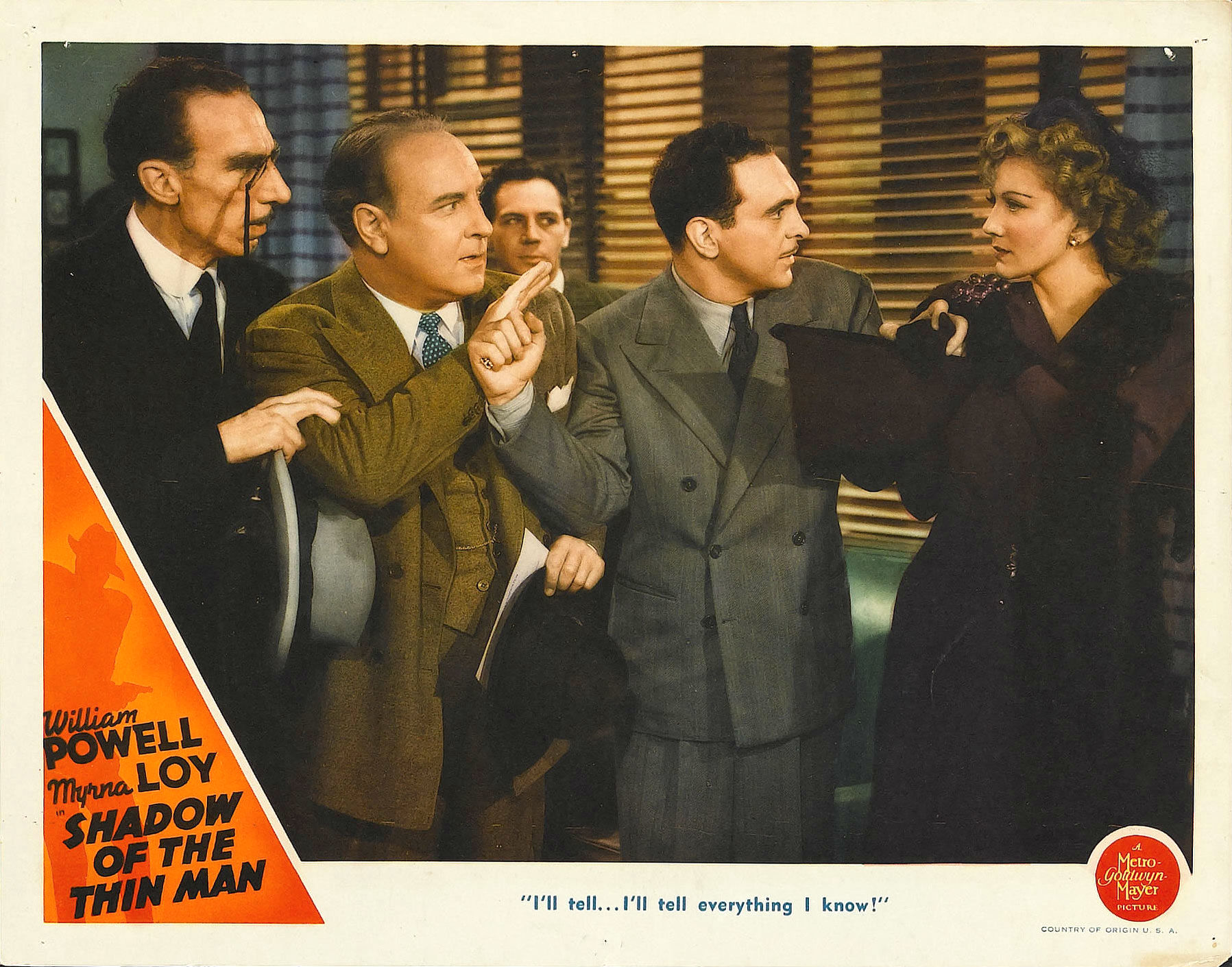
Постер фильма «Тень тонкого человека» (1941)

Вскоре после этого он дважды сыграл лейтенанта нью-йоркской полиции Абрамса в криминальных комедиях Metro-Goldwyn-Mayer про Тонкого человека — «После тонкого человека» (1936) и «Тень тонкого человека» (1941), в основу которых положены истории криминального автора Дэшила Хэмметта о парочке детективов-любителей из высшего света. До конца десятилетия Левин сыграл несколько ролей второго плана в таких фильмах, как трогательная мелодрама «Затасканный ангел» (1938) с Маргарет Саллаван и Джеймсом Стюартом, военная историческая драма «Жёлтая лихорадка» (1938), где повторил свою роль из успешной бродвейской постановки, криминальная комедия «Безумная мисс Мэнтон» (1938) с Генри Фондой и Барбарой Стэнвик, а также мелодрама «Золотой мальчик» (1939) со Стэнвик и Уильямом Холденом, которая, по словам Хэннсберри, «стала хитом как у критики, так и у зрителей».
Между ролями в кино Левин продолжал играть в театральных постановках, таких как «Обслуживание номеров» (1937-38), «Грань ошибки» (1939-40) и «Звук охоты» (1945), в последней из них на бродвейской сцене дебютировал Берт Ланкастер.

## Карьера в театре и кино в 1940-е годы
В начале 1940-х годов Левин сыграл в комедийных детективах «Тень тонкого человека» (1941) с участием Уильяма Пауэлла и Мирны Лой и «Убийство на Центральном вокзале» (1942), а также в лёгких комедиях «Женатый холостяк» (1941) с участием Роберта Янга и Рут Хасси и «Я сделал это» (1943) с Редом Скелтоном. Он также появился «в повышающих боевой дух» военных экшнах «Несокрушимый» (1943) с Рэндольфом Скоттом, «Боевые действия в Северной Атлантике» (1943) с Хамфри Богартом, а также в военной драме с сильными антияпонскими настроениями «Пурпурное сердце» (1944), которая стала кассовым хитом .

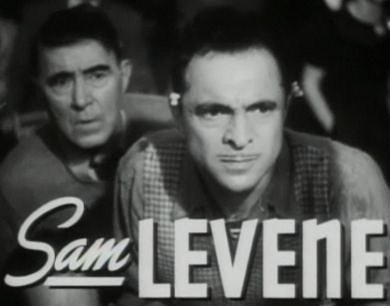
Сэм Левин в трейлере фильма «Мощный удар» (1942)

В 1946 году Левин сыграл в своём первом фильме нуар «Убийцы» (1946), который поставил Роберт Сиодмак. Фильм рассказывает трагическую историю бывшего профессионального боксёра по прозвищу Швед (Берт Ланкастер), который под влиянием любви к роковой женщине Китти Коллинз (Ава Гарднер) вовлекается в ограбление, а когда его подставляют в краже, вынужден скрываться от своих бывших сообщников. Левин сыграл в этом фильме важную роль Сэма Лубински, лейтенанта полиции и друга детства, на глазах которого происходило моральное падение Шведа после его знакомства с Китти. Сэм помогает страховому следователю Джиму Рирдону (Эдмонд О’Брайен) расследовать обстоятельства убийства Шведа и в финале спасает Рирдону жизнь, когда тот вступает в вооружённую схватку с бандитами. Хорошую игру Левина в этом фильме отметили Уильям Р. Уивер из Motion Picture Herald и Талия Белл из Motion Picture Daily, которые написали, что это была «одна из лучших ролей актёра в его карьере» .
На следующий год Левин сыграл в фильме нуар Жюля Дассена «Грубая сила» (1947). Эта, по словам Хэннсберри, «захватывающая, жестокая лента рассказывала о тюрьме и тех людях, которые находятся в её стенах». В этой картине Левин сыграл заключённого, который обеспечивает связь между решившимся на побег целеустремлённым Джо Коллинзом (Берт Ланкастер) и другими заключёнными, помогая осуществить план Коллинза. Узнав о подготовке побега, садистский начальник тюрьмы, капитан Манси (Хьюм Кронин) жестоко пытает Луи, но тот проявляет стойкость, отказываясь выдать своих товарищей. Хотя наибольшее внимание критики было уделено великолепной игре Ланкастера и Кронина, некоторые рецензенты обратили внимание и Левина, включая обозревателя Newsweek, который включил имя актёра в перечень «ярко проявивших себя и убедительных» актёров фильма, а Вирджиния Райт из Los Angeles Daily News написала, что Левин создал «хороший портрет» отважного заключённого.
В 1947 году Левин сыграл в фильме нуар Эдварда Дмитрика «Перекрёстный огонь», исполнив роль еврея-ветерана войны Джозефа Сэмуэлса, которого находят мёртвым в его квартире. Как выясняется в ходе следствия, вечером перед смертью Сэмюэлс познакомился в баре с тремя демобилизованными солдатами, двое из которых на почве расовой ненависти позднее его жестоко избили, а затем один из них (Роберт Райан) и вовсе убил его. Как отмечает Хэннсберри, роль Джозефа Сэмюэлса была сравнительно небольшой, но ключевой для фильма. В своей лучшей сцене Левин призывал к доброте между людьми и проявил сострадание по отношению к психически пострадавшему на войне солдату. Хотя после выхода фильма наибольшие восторги вызвала игра Райана в роли презрительного расиста, критик Variety был восхищён также и другими «захватывающими психологическими портретами», созданными в этом фильме, назвав картину «откровенным взглядом на антисемитизм» .
За этой картиной последовала нуаровая драма режиссёра Элии Казана «Бумеранг!» (1947), которая рассказывала о процессе над безработным, обвинённом в убийстве священника в одном из небольших городков Коннектикута. В глазах общественности это дело было увязано с ожесточённой борьбой за политическую власть и экономические интересы в городе, и немалый вклад в разжигание ажиотажа вокруг процесса и связанных с ним событий вносит политический обозреватель местной газеты Дэйв Вудс, роль которого исполняет Левин. Однако в итоге, несмотря на беспрецедентное давление, окружной прокурор Генри Л. Харви (Дэна Эндрюс) снимает обвинение с подозреваемого за недостаточностью улик, что рассматривается авторами как торжество правосудия. Журнал Variety назвал фильм «захватывающей мелодрамой из реальной жизни, рассказанной в полудокументальном стиле», отметив, что игра «всех актёров несёт печать аутентичности, а диалог и натурные съёмки усиливают достоверность происходящего». Критик Босли Кроутер в «Нью-Йорк таймс» охарактеризовал картину как «драму редкой ясности и силы», добавив, что «как мелодрама с гуманистическими и социальными обертонами, она не имеет никаких художественных изъянов». Кроутер особенно выделил игру Эндрюса, который «даёт ещё одну тонкую игру в качестве мучающегося, но твёрдого прокурора штата», при этом отметив и Левина, который «увлекательно пышет энергией в роли пронырливого газетчика».
Одновременно с триумфальным возвращением на Бродвей в роли эгоистичного продюсера в спектакле «Зажгите небеса» (1948-49), Левин сыграл в Голливуде в «чрезмерно сентиментальном биопике» «История Бейба Рута» (1948), о знаменитом бейсболисте, роль которого исполнил Уильям Бендикс .

## Карьера в кино, театре и на телевидении в 1950-е годы
В начале 1950-х годов Левин сыграл в нескольких криминальных картинах. В частности, в «напряжённом триллере» «Звонить 1119» (1950)  речь шла о сбежавшем из больницы сумасшедшем убийце Гюнтере Викоффе (Маршалл Томпсон), который захватывает бар с заложниками, требуя встречи с лечившим его психиатром, доктором Фароном (Сэм Левин). Когда Фарону удаётся миновать полицейский кордон и прорваться к Викоффу, чтобы образумить его, обезумевший преступник убивает доктора, после чего его самого расстреливают полицейские. В том же году в фильме нуар «Виновный свидетель» (1950) Левин сыграл твёрдого, но симпатичного капитана полиции Тонетти, под руководством которого работал детектив Макс Сёрздэй (Закари Скотт). Уволенный за пьянство, Макс устраивается детективом в частную гостиницу, после чего вынужден разыскивать своего похищенного сына, выходя на банду контрабандистов драгоценностями, и в конце концов, выясняя, что за преступлениями стоит его знакомая и владелица гостиницы, в которой он работает. Босли Кроутер в «Нью-Йорк Таймс» назвал картину «недорогой мелодрамой, которая имеет свои сильные стороны», отметив «умелую игру» Левина наряду с другими исполнителями, а обозреватель Variety отметил Левина как наполнившего свою роль «правильным колоритом» .
Продолжая работать одновременно в Голливуде и на Бродвее, Левин достиг своего «самого крупного сценического успеха в карьере» с легендарной ролью игрока Натана Детройта в хитовом мюзикле «Парни и куколки», который шёл на сцене с 1950 года в течение трёх лет, выдержав 1200 представлений. Критик Джон Чепмэн написал об игре Левина в New York Daily News: «Что делает его столь забавным — это полная искренность его игры. Он играет Натана так, как будто это Ричард II». По словам Эриксона, «Левин выглядел совершенно естественно в роли элитного игрока в кости», а его «привлекательно диссонансное исполнение песен Фрэнка Луссера до сих пор можно услышать на альбоме с оригинальным составом». Как отметил обозреватель сайта Turner Classic Movies, «несмотря на бедный певческий голос», игра Левина «была воспринята настолько хорошо, что когда эту роль в фильме отдали Фрэнку Синатре, были сомнения, дотянет ли он до уровня Левина».
Во второй половине 1950-х годов Левин поставил на Бродвее комедию «Горячий угол» (1956), которая однако не имела успеха и была закрыта после пяти представлений. Значительно большего успеха он добился как актёр, сыграв в комедиях «Честная игра» (1957-58) и «Сделать миллион» (1958-59), где его комические способности один из критиков описал как «одно из тех наслаждений американского театра, за которыми так чудесно наблюдать», а также «Дом, где разбиваются сердца» (1959-60) по пьесе Бернарда Шоу.

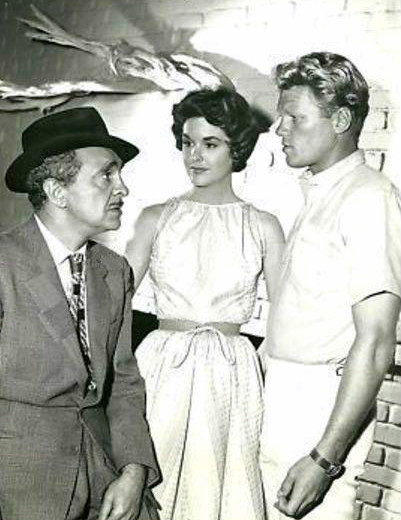
Сэм Левин, Сью Рэндалл и Джереми Слэйт в телесериале «Акванавты» (1960)

Хотя в этот период Левин концентрировался главным образом на театральной карьере, он несколько раз появлялся в телевизионных программах, таких как «Час Ю. С. Стил» (1954), «Первая студия» (1957) и «Неприкасаемые» (1960), а также в телефильмах, включая «Мир Шолома Алейхема» (1959) .
Среди работ Левина на большом экране можно отметить «занимательный мюзикл» «Три моряка и девушка» (1953), мелодраму «Противоположный пол» (1956), которая была «посредственным римейком фильма „Женщины“ (1939)», а также его последние фильмы нуар «Резня на Десятой авеню» (1957) и «Сладкий запах успеха» (1957). В последнем из них Левин сыграл небольшую роль дяди молодого пресс-агента Сидни Фалко (Тони Кёртис). Амбициозный и беспринципный Сидни готов пойти на всё, чтобы привлечь внимание влиятельного газетного обозревателя Джей Джей Хансеккера (Ланкастер) к своим клиентам. Как отметила Хэннсберри, «хотя сегодня фильм рассматривается как одно из выдающихся произведений жанра, после выхода на экраны он провалился в прокате, так как зрителям не понравились его безжалостный цинизм и неисправимо порочные персонажи». Несмотря на кассовый провал, критика была в восторге от этого фильма. Так, обозреватель Variety написал, что фильм «доносит ощущение тёмной стороны Бродвея и его окрестностей», а Сара Хэмилтон в Los Angeles Examiner высказала мнение, что «едкий запах фильма проникает в ноздри надолго после того, как скручивается последняя катушка. Настолько он острый и резкий». Хэмилтон также выделила игру Левина, говоря о персонажах, которые «скитаются в неприятной атмосфере, делая хорошие дела в ужасном мире, в котором они оказались» .

## Карьера в театре и кино в 1960-70-е годы
На протяжении последующих двух десятилетий Левин продолжал много работать. В кино он сыграл в девяти фильмах, среди них биопик о драматурге Моссе Харте «Первый акт» (1963), неудачная комедийная мелодрама Отто Премингера «Такие хорошие друзья» (1971), и лучшая работа Левина этого периода, криминальная драма «И правосудие для всех» (1979) с Аль Пачино в главной роли. В этом фильме Левин сыграл свою последнюю роль в кино.
В 1960-70-е годы Левин продолжал много работать на Бродвее. Среди его лучших работ этого периода — «Адвокат дьявола» (1961), которая принесла ему номинацию на премию Тони как лучшему драматическому актёру, и комедия «Зейдман и сын» (1962-63) . Он также сыграл постаревшего и уставшего комика в бродвейском хите Нила Саймона «Солнечные мальчики» (1972-74) и театрального агента в комедии «Королевская семья» (1974-75) о влиятельной актёрской семье, повторив затем эту роль в одноимённом телефильме 1977 года . В марте 1980 года Левин играл в паре с Эстер Ролли в бродвейской комедийной мелодраме «Горовитц и миссис Вашингтон», где предстал в образе старого еврея-калеки. Как отмечает Хэннсберри, «несмотря на химию между Левином и Ролли, а также постановку опытного режиссёра Джошуа Логана, спектакль быстро закрыли, однако вскоре он был отправлен в гастрольный тур по стране».

## Актёрское амплуа и оценка творчества
Левин начинал свою карьеру в театре, и, как отметил Эриксон, «несмотря на свою 33-летнюю голливудскую карьеру, он всегда чувствовал себя лучше, работая перед живой публикой». В начале 1930-х годов Левин, по словам критика, «сыграл в нескольких бродвейских постановках высшего уровня», продемонстрировав «мастерство в исполнении ролей злобно-насмешливых городских типов с кривой усмешкой». В послевоенный период Левин добился успеха с такими спектаклями, как «Парни и куколки» (1950-53) и «Солнечные мальчики» (1972-74) .
«Опытный характерный актёр», Левин снялся в 36 фильмах. Как пишет Хэннсберри, «на протяжении своей впечатляющей карьеры Левин получал восторженные отзывы за свои актёрские способности» в таких фильмах, как «Золотой мальчик» (1939), «Боевые действия в Северной Атлантике» (1943) и «Резня на Десятой авеню» (1957) . Как добавляет Эриксон, Левин также запомнился ролями «учтивых философствующих евреев» в фильмах «Боевые действия в Северной Атлантике» (1943) и «Перекрёстный огонь» (1947). Кроме того, по словам Хэннсберри, Левин «внёс заметный вклад в пять фильмов нуар — „Убийцы“ (1946), „Перекрёстный огонь“ (1947), „Грубая сила“ (1947), „Виновный свидетель“ (1950) и „Сладкий запах успеха“ (1957)» . На сайте Turner Classic Movies также отмечено, что Левин «прочно утвердился в криминальных драмах, часто играя вместе с Бертом Ланкастером, в частности, в таких фильмах, как классический нуар „Убийцы“, тюремный триллер „Грубая сила“ и нуаровая драма „Сладкий запах успеха“, которая показала гнилое подбрюшье жёлтой журналистики».
Критически оценивавший свою роль в искусстве, Левин однажды сказал: «Актёр не очень важен. Если бы я изобрёл пенициллин или нашёл способ продлить жизнь до 200 лет, я думаю, тогда я был бы важен. Актёрская профессия — это не гламур, это проклятая тяжёлая работа — сначала надо добиться роли, затем вечер за вечером готовиться к выступлению, поддерживая необходимую сконцентрированность на роли. Но когда всё заканчивается, тебя забывают. Я занимаюсь этим делом по двум причинам — это единственное, что я умею делать, и за это платят деньги» . Однако, как пишет, Хэннсберри, несмотря на некоторую циничность своих рассуждений, Левин «был талантливым актёром, который любил свою профессию».

## Личная жизнь
В 1953 году Левин женился на Констанс Кейн, и у пары родился сын Джозеф. Однако десять лет спустя брак распался.

## Смерть
26 декабря 1980 года вскоре после возвращения в Нью-Йорк со спектакля в Торонто у Левина случился инфаркт в его квартире в гостинице «Сент Мориц». Тело Левина обнаружил его сын Джозеф. Актёру было 75 лет.

## Фильмография

### Кинематограф
- 1929 — Разговор о Голливуде / The Talk of Hollywood — покупатель фильма (в титрах не указан)
- 1936 — Трое на лошади / Three Men on a Horse — Пэтси
- 1936 — После тонкого человека / After the Thin Man — лейтенант полиции Абрамс
- 1938 — Жёлтая лихорадка / Yellow Jack — Буш
- 1938 — Затасканный ангел / The Shopworn Angel — «косой»
- 1938 — Сумасшедшая мисс Ментон / The Mad Miss Manton — лейтенант Брент
- 1939 — Золотой мальчик / Golden Boy — Сигги
- 1941 — Женатый холостяк / Married Bachelor — Куки Феррар
- 1941 — Тень тонкого человека / Shadow of the Thin Man — лейтенант Абрамс
- 1942 — Пой и забудь о проблемах / Sing Your Worries Away — Смайли Кларк
- 1942 — Мощный удар / Sunday Punch — Роскоу
- 1942 — Убийство на Центральном вокзале / Grand Central Murder — инспектор Гантер
- 1942 — Большая улица / The Big Street — конекрад
- 1942 — Место назначения не известно / Destination Unknown — Виктор, помощник Елены
- 1942 — Боевые действия в Северной Атлантике / Action in the North Atlantic — Абель «Чипс» Абрамс
- 1943 — Несокрушимый / 'Gung Ho!': The Story of Carlson’s Makin Island Raiders — Лео «Транспорт» Андреоф
- 1943 — Чистильщик обуви / Shoe Shine Boy (короткометражка) — Лакки
- 1943 — Я сделал это / I Dood It — Эд Джексон
- 1943 — Свист в Бруклине / Whistling in Brooklyn — Крипер
- 1944 — Пурпурное сердце / The Purple Heart — лейтенант Уэйн Гринбаум
- 1946 — Убийцы / The Killers — лейтенант полиции Сэм Лубински
- 1947 — Бумеранг! / Boomerang! — Дэйв Вудс, репортёр «Морнинг рекорд»
- 1947 — Вероятная история / A Likely Story — Луи
- 1947 — Грубая сила / Brute Force — Луи Миллер #7033
- 1947 — Перекрестный огонь / Crossfire — Сэмюэлс
- 1947 — Убийца МакКой / Killer McCoy — Хэппи
- 1948 — История Бэйба Рута / The Babe Ruth Story — Фил Конрад
- 1948 — Кожаные перчатки / Leather Gloves — Берни
- 1950 — Виновный свидетель / Guilty Bystander — капитан Тонетти
- 1950 — Этими руками / With These Hands — Александер Броуди
- 1950 — Звонить 1119 / Dial 1119 — доктор Джон Д. Фэрон
- 1953 — Три моряка и девушка / Three Sailors and a Girl — Джо Вудс
- 1956 — Противоположный пол / The Opposite Sex — Майк Перл
- 1957 — Модельерша / Designing Woman — Нед Хэммерштейн
- 1957 — Сладкий запах успеха / Sweet Smell of Success — Фрэнк Д’Анджело
- 1957 — Убийство на Десятой авеню / Slaughter on Tenth Avenue — Говард Рисдэйл
- 1957 — Прощай, оружие! / A Farewell to Arms — швейцарский сержант (в титрах не указан)
- 1958 — Кэти О' / Kathy O' — Бен Мельник
- 1963 — Первый акт / Act One — Ричард Максвелл
- 1969 — Мечта королей / A Dream of Kings — Сисеро
- 1971 — Такие хорошие друзья / Such Good Friends — дядя Эдди
- 1976 — Бог велел мне / God Told Me To — Эверетт Лукас
- 1976 — Деньги / The Money — Лу Морис
- 1979 — Последнее объятие / Last Embrace — Сэм Арделл
- 1979 — За нас двоих / À nous deux
- 1979 — Правосудие для всех / …And Justice for All — Арни
- 1979 — Чемпион / The Champ — дядя Эдди (в титрах не указан)

### Телевидение
- 1949 — Театральный час «Форда» / The Ford Theatre Hour
- 1950 — Звёздный театр «Тексако» с Милтоном Берлом / Texaco Star Theatre Starring Milton Berle
- 1954 — Час Ю. С. Стил / The United States Steel Hour
- 1954 — Дуглас Фэрбенкс мл. представляет / Douglas Fairbanks, Jr., Presents
- 1954 — Театр Медальон / Medallion Theatre
- 1955 — Час комедии «Колгейт» / The Colgate Comedy Hour
- 1957-58 — Сегодня вечером с Джеком Пааром / Tonight Starring Jack Paar (2 эпизода)
- 1957 — Первая студия / Studio One (2 эпизода)
- 1957 — Телевизионный театр «Крафт» / Kraft Television Theatr
- 1958 — Сборник / Omnibus
- 1959 — Пьеса недели / Play of the Week
- 1959 — Мир Шолома Алейхема / The World of Sholom Aleichem (телефильм)
- 1960-70 — Городской тост / Toast of the Town (3 эпизода)
- 1960 — Свидетель / The Witness
- 1960 — Акванавты / The Aquanauts
- 1960 — Неприкасаемые / The Untouchables
- 1963 — Вечернее шоу Джонни Карсона / The Tonight Show Starring Johnny Carson
- 1963 — Шоу Джерри Лестера / The Jerry Lester Show
- 1965 — Шоу Мерва Гриффина / The Merv Griffin Show
- 1966 — Боб Хоуп представляет театр «Крайслер» / Bob Hope Presents the Chrysler Theatre
- 1966 — Маленькое восстание / A Small Rebellion (телефильм)
- 1977 — Королевская семья / The Royal Family (телефильм)